# Махрина
Марина Цветковић (Ивањица, 28. септембар 1996), познатија као Махрина, српска је поп певачица.

## Биографија
Године 2020. Махрина и певач и јутјубер Стефан Лазић (са Јутјуб канала Најбољи ортаци) објављују песму Страсно, са којом су се такмичили у програму Огњена Амиџића и победили, те су као награду добили гостовање и наступ у емисији Амиџи шоу.
Марина је најпре препозната у јавности као тиктокерка са преко 180 хиљада пратилаца и 9 милиона лајкова, која је је снимала смешне и ироничне видее. Управо је на мрежи ТикТок неколико месеци промовисала своју другу песму. Друга Маринина песма објављена је 2021. године, у питању је дует са Аном Кокић, под називом ЛОЛОЛО.
Певала је пратеће вокале у песми Приђи Реље Торина и у песми Паника Попова.
Завршила је Факултет организационих наука у Београду 2020. године. Две године била је у вези са музичким продуцентом Милошем Стојковићем, познатијим као Henny.
У новембру 2022. године, Махрина избацује нову, овога пута соло песму под називом Клик, клик, а потом у децембру 2022. године, са својом менторком Теодором Џехверовић Махрина избацује нову песму под називом Авендадор. 

### Икс Фактор Адриа
Године 2015. са 18 година учествовала је у такмичењу Икс Фактор Адриа, али је испала у bootcamp фази шоуа.

### IDJ Show
У оквиру прве сезоне шоу програма IDJ Show, Махрина улази у ТОП 12 такмичара и тиме добија шансу да представи своју прву соло песму "Змија" и да сними свој званични видео за нову песму 2022. године. Песма се зове Шта, шта, шта?, а радио ју је Марко Морено, иначе дугогодишњи сарадник њене менторке Теодоре Џехверовић. Освојила је друго месту у такмичењу.

## Дискографија

### Синглови
- Страсно са Стефаном Лазићем (2020)
- ЛОЛОЛО са Аном Кокић (2021)
- Змија (2022)
- Шта, шта, шта? (2022)
- Клик, клик (2022)
- Авентадор са Теодором (2022)
- Ту си заувек (2023)
- Једна једина (2023)
- Љубила (2023)
- Махала (2024)
- Које боје (2024)
- Дилема са Ермином (2024)
- Иста дијагноза са Едијем (2024)
- Его са Поповим (2024)
- Уморна од будала (2024)
- Бубили (2024)
- Плава Звезда са Хенијем (2024)

#### Обраде
- Црна магија x До зоре x Странци x Треси, треси (2022)
- Дам са Емелом (2022)
- Вуду са Вајзом (2022)
- Фобије (2022)
- Љубила са Сањом Алекс (2023)

## Награде и номинације
| Година | Награда               | Категорија          | Песма           | Исход      | Реф.   |
| ------ | --------------------- | ------------------- | --------------- | ---------- | ------ |
| 2023.  | Music Awards Ceremony | Балкан треп нумера  | „Шта, шта, шта” | Номинација | [ 13 ] |
| 2023.  | Music Awards Ceremony | Вирални видео       | „Шта, шта, шта” | Номинација | [ 14 ] |
| 2023.  | Music Awards Ceremony | Њу ејџ колаборација | „ЛОЛОЛО”        | Номинација | [ 15 ] |